# Dvoieziori
Dvoieziori (en rus: Двоезёры) és un poble de l'óblast de Vladímir, a Rússia, segons el cens del 2010 tenia 30 habitants. Pertany al districte municipal de Mélenki.